# Bornasco
Bornasco é uma comuna italiana da região da Lombardia, província de Pavia, com cerca de 1.676 habitantes. Estende-se por uma área de 12 km², tendo uma densidade populacional de 140 hab/km². Faz fronteira com Ceranova, Giussago, Lacchiarella (MI), Lardirago, San Genesio ed Uniti, Sant'Alessio con Vialone, Siziano, Vidigulfo, Zeccone.

## Demografia
| Variação demográfica do município entre 1861 e 2011                               |
|                                                                                   |
| Fonte: Istituto Nazionale di Statistica (ISTAT) - Elaboração gráfica da Wikipedia |